# Homer E. Capehart
Homer E. Capehart (Algiers, 1897. június 6. – Indianapolis, 1979. szeptember 3.) az Amerikai Egyesült Államok szenátora (Indiana, 1945–1963).